# Вражогрнац
Вражогрнац је насеље у граду Зајечару у Зајечарском округу. Према попису из 2022. било је 865 становника (према попису из 1991. било је 1645 становника).
Смештено је 8 km од центра града Зајечара.
Становништво села је српско, староседелачко и досељено с Косова и из Старе Србије у 16. и 17. веку, те из Пирота, Калне, Бабушнице и Црне Траве у шездесетим годинама 20. века. Село припада старим српским насељима. Помиње се у писаним документима из 15. века.
У центру селу постоји православни храм изграђен 1893. године. У дворишту храма "Свете Тројице" се сваке године одржава манифестација под називом "Вражогрначки точак", где насељена места из разних крајева долазе са својим културним уметничким друштвима како би филклорним плесом обележили манифестацију. Вражогрначко културно уметничко друштво носи назив "Слога", под водством кореографа Ненада Петковића. Зграда Тимочке млекарске задруге освећена је 8. септембра 1935.
Споменик палим ратницима, са 148 имена, откривен је 3. августа 1924.
Центар села обележава од 2016. године меморијални турнир у малом фудбалу под називом "Младен Радић".

## Демографија
У насељу Вражогрнац живи 1138 пунолетних становника, а просечна старост становништва износи 47,6 година (46,0 код мушкараца и 49,2 код жена). У насељу има 469 домаћинстава, а просечан број чланова по домаћинству је 2,86.
Ово насеље је великим делом насељено Србима (према попису из 2002. године), а у последња три пописа, примећен је пад у броју становника.
|  |

| Демографија | Демографија | Демографија |
| Година      | Становника  | Становника  |
| ----------- | ----------- | ----------- |
| 1948.       | 2.201       |             |
| 1953.       | 2.246       |             |
| 1961.       | 2.283       |             |
| 1971.       | 2.229       |             |
| 1981.       | 2.060       |             |
| 1991.       | 1.645       | 1.623       |
| 2002.       | 1.340       | 1.463       |

| Етнички састав према попису из 2002.‍ | Етнички састав према попису из 2002.‍ | Етнички састав према попису из 2002.‍ | Етнички састав према попису из 2002.‍ | Етнички састав према попису из 2002.‍ |
| ------------------------------------ | ------------------------------------ | ------------------------------------ | ------------------------------------ | ------------------------------------ |
|                                      |                                      |                                      |                                      |                                      |
| Срби                                 | Срби                                 |                                      | 1.304                                | 97,31%                               |
| Власи                                | Власи                                |                                      | 16                                   | 1,19%                                |
| Македонци                            | Македонци                            |                                      | 3                                    | 0,22%                                |
| Румуни                               | Румуни                               |                                      | 1                                    | 0,07%                                |
| Роми                                 | Роми                                 |                                      | 1                                    | 0,07%                                |
| Бугари                               | Бугари                               |                                      | 1                                    | 0,07%                                |
| Југословени                          | Југословени                          |                                      | 1                                    | 0,07%                                |
| непознато                            | непознато                            |                                      | 2                                    | 0,14%                                |

| Година пописа     | 1948. | 1953. | 1961. | 1971. | 1981. | 1991. | 2002. |
| ----------------- | ----- | ----- | ----- | ----- | ----- | ----- | ----- |
| Број домаћинстава | 532   | 529   | 610   | 646   | 598   | 513   | 469   |

| Број чланова      | 1   | 2   | 3  | 4  | 5  | 6  | 7  | 8 | 9 | 10 и више | Просек |
| ----------------- | --- | --- | -- | -- | -- | -- | -- | - | - | --------- | ------ |
| Број домаћинстава | 114 | 131 | 72 | 76 | 28 | 32 | 16 | 0 | 0 | 0         | 2,86   |

| Пол    | Укупно | Неожењен/Неудата | Ожењен/Удата | Удовац/Удовица | Разведен/Разведена | Непознато |
| ------ | ------ | ---------------- | ------------ | -------------- | ------------------ | --------- |
| Мушки  | 566    | 130              | 355          | 47             | 33                 | 1         |
| Женски | 610    | 78               | 351          | 153            | 26                 | 2         |
| УКУПНО | 1.176  | 208              | 706          | 200            | 59                 | 3         |

| Пол    | Укупно                    | Пољопривреда, лов и шумарство | Рибарство                            | Вађење руде и камена | Прерађивачка индустрија       |
| ------ | ------------------------- | ----------------------------- | ------------------------------------ | -------------------- | ----------------------------- |
| Мушки  | 218                       | 18                            | 0                                    | 18                   | 85                            |
| Женски | 122                       | 19                            | 0                                    | 3                    | 32                            |
| УКУПНО | 340                       | 37                            | 0                                    | 21                   | 117                           |
| Пол    | Производња и снабдевање   | Грађевинарство                | Трговина                             | Хотели и ресторани   | Саобраћај, складиштење и везе |
| Мушки  | 2                         | 17                            | 10                                   | 2                    | 28                            |
| Женски | 0                         | 3                             | 15                                   | 7                    | 3                             |
| УКУПНО | 2                         | 20                            | 25                                   | 9                    | 31                            |
| Пол    | Финансијско посредовање   | Некретнине                    | Државна управа и одбрана             | Образовање           | Здравствени и социјални рад   |
| Мушки  | 0                         | 2                             | 3                                    | 8                    | 7                             |
| Женски | 1                         | 1                             | 3                                    | 10                   | 15                            |
| УКУПНО | 1                         | 3                             | 6                                    | 18                   | 22                            |
| Пол    | Остале услужне активности | Приватна домаћинства          | Екстериторијалне организације и тела | Непознато            | Непознато                     |
| Мушки  | 4                         | 0                             | 0                                    | 14                   | 14                            |
| Женски | 2                         | 0                             | 0                                    | 8                    | 8                             |
| УКУПНО | 6                         | 0                             | 0                                    | 22                   | 22                            |